# أندرويد 11
أندرويد 11 (بالإنجليزية: Android 11)‏ هو الإصدار الرئيسي الحادي عشر والإصدار الثامن عشر من أنظمة تشغيل الهاتف المحمول أندرويد أصدر في 8 سبتمبر 2020. تخلى المطورون عن تسمية الإصدارات بالترتيب الأبجدي اعتبارًا من أندرويد 10؛ لذلك سمي إصدار هذا النظام على الفور باسم «أندرويد 11».

## التاريخ
كان أول إصدار لنسخة المطورين من أندرويد 11 في 19 فبراير 2020، للأجهزة المدعومة من جوجل بكسل (باستثناء الجيل الأول من بكسل وبكسل XL). كان الغرض منه هو إصدار ثلاثة إصدارات معاينة شهرية للمطورين قبل الإصدار التجريبي الأول، الذي كان من المقرر إصداره في بداية مايو، بإجمالي ثلاثة إصدارات تجريبية شهرية قبل الإصدار الفعلي في الربع الثالث. كان من المقرر إطلاق الإصدار التجريبي العام في مؤتمر جوجل آي/أو، والذي أُلغي في نهاية المطاف بسبب جائحة كوفيد-19، لذلك يتم التخطيط حاليًا لحدث الإصدار عبر الإنترنت بدلاً من ذلك. أصدرت المعاينة 2 للمطورين في 18 مارس، متبوعة بالمعاينة 3 للمطورين في 23 أبريل. وفي 6 مايو، أصدرت جوجل بشكل مفاجئ المعاينة 4 للمطورين، وهذا ما دفع خارطة الطريق لنظام أندرويد 11 شهرًا إلى الأمام، وتحديد تاريخ أول إصدار تجريبي في 3 يونيو.
في أعقاب الاضطرابات المدنية في جميع أنحاء البلاد التي أثارتها مقتل جورج فلويد، أعلنت جوجل أن إصدار الإصدار التجريبي الأول من أندرويد 11 سيؤجل. وأصدر في 10 يونيو 2020.

## المميزات
تتضمن مميزات النظام الجديدة لأندرويد 11 تحسينات لدعم الهواتف الذكية القابلة للطي (بما في ذلك دعم مستشعرات الزاوية المفصلة)، 5G (بما في ذلك واجهة برمجة التطبيقات لتمييز شبكات NR 5G المستقلة)، تحديثات جوجل (Project Mainline) (صيانة مكونات النظام عبر جوجل بلاي)، ودعم HEIF. كما سيتضمن دعم مصادقة مكالمات STIR / SHAKEN. ذكرت جوجل أيضًا خططًا لـ «قسم محادثة مخصص في مركز الإشعارات»، والقدرة على منح أذونات معينة فقط للتطبيقات كلًا على حدة (مشابهًا لـ iOS 13)، وتقديم إجبار أقوى لنظام «التخزين محدد النطاق». في حالة إعادة التشغيل تلقائيًا بعد تحديث النظام، يمكن استئناف التطبيقات تلقائيًا واستعادة الوصول إلى التخزين المشفر ببيانات الاعتماد بدون مصادقة.
يأتي أندرويد 11 مزودًا بواجهة جديدة من «التطبيقات الحديثة» والقدرة على التراجع عن الإغلاق غير المقصود لتطبيق حديث، بالإضافة إلى القدرة على تعديل حساسية الإيماءات. كما دعم توصيل الإيثرنت عند توصيل الجهاز بمحول USB إلى إيثرنت.

## وصلات خارجية
- الموقع الرسمي